# Central European Journal of Chemistry
Central European Journal of Chemistry (abrégé en Cent. Eur. J. Chem.) est une revue scientifique à comité de lecture. Ce trimestriel publie des revues et des articles de recherches originales sous forme de communications dans tous les domaines de la chimie.
D'après le Journal Citation Reports, le facteur d'impact de ce journal était de 1,329 en 2013. Le directeur de publication est Krzysztof Matyjaszewski (Université Carnegie-Mellon, États-Unis).